# Universität Paris-Saclay
Die Universität Paris-Saclay (französisch Université Paris-Saclay, UPS) ist eine französische Hochschule. Sie wurde 2014 als Hochschulgemeinschaft gegründet. Seit 2019 ist sie eine eigenständige Universität und Technische Hochschule im Südwesten des Großraums Paris mit Sitz in Gif-sur-Yvette.
2020 ist die Universität Paris-Süd (Université Paris XI), eine Nachfolgerin der im 12. Jahrhundert gegründeten Universität von Paris und Mitglied der League of European Research Universities (LERU), in der Universität Paris-Saclay aufgegangen.

## Geschichte
Die Universität Paris-Saclay wurde unter anderem mit dem Ziel gegründet, in die Top 10 des Academic Ranking of World Universities einzugehen. Dazu wurden 19 Forschungs- und Bildungseinrichtungen unter das gemeinsame Dach der Université Paris-Saclay gebracht. Darunter finden sich Institutionen von internationalem Rang wie CEA, CNRS und die beiden Universitäten Paris-Süd und Versailles. Gründungspräsidentin war die spätere Ministerin für Hochschulbildung und Forschung Sylvie Retailleau. Das Academic Ranking of World Universities platziert die Universität im Jahr 2020 weltweit auf Platz 14 in der Gesamtwertung und auf Platz 1 in Mathematik.

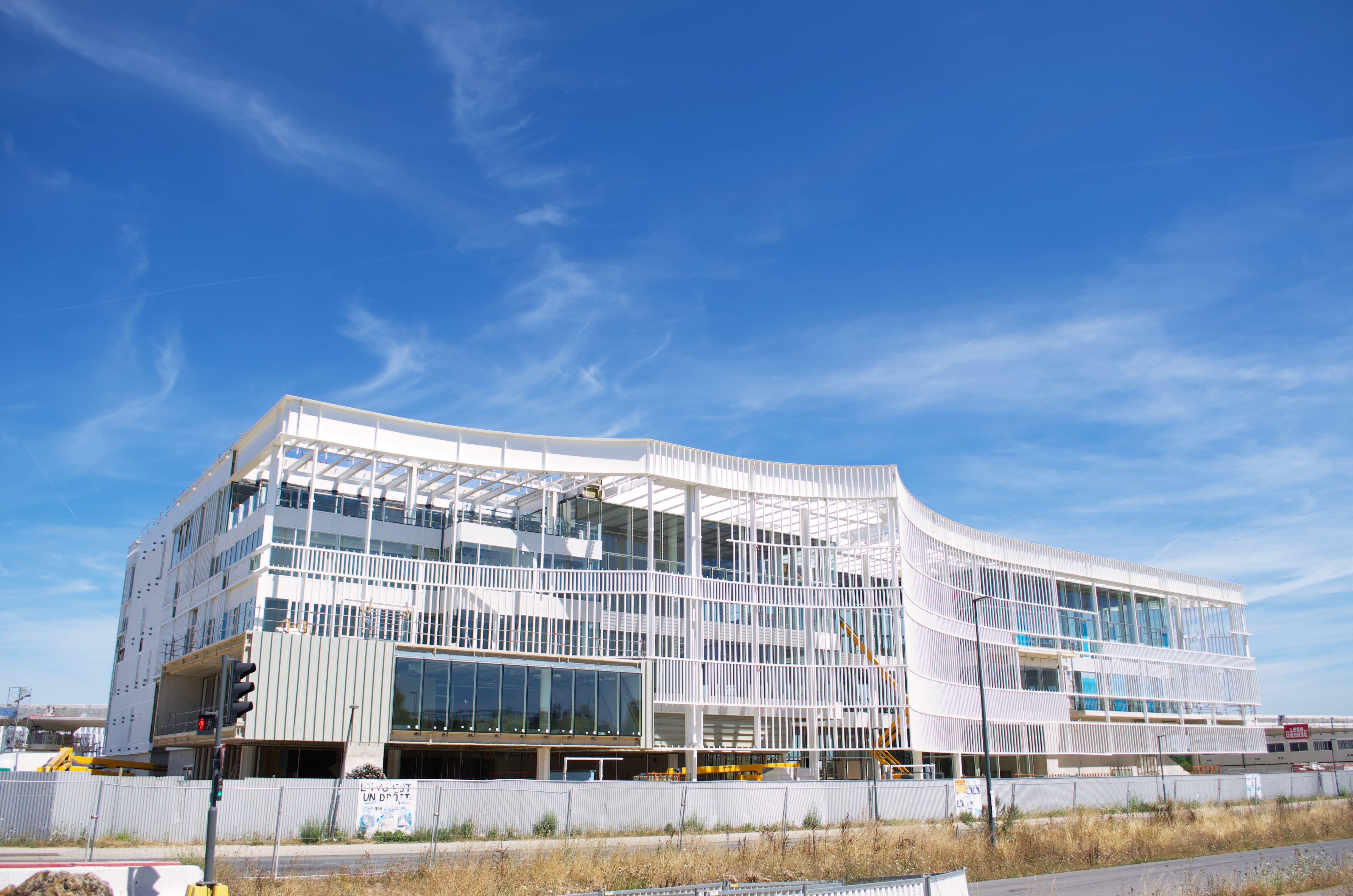
Le Lumen Learning Center

In unmittelbarer Nähe zur neuen Universität befinden sich High-Tech-Unternehmen, so dass ein ähnlicher Austausch erwartet wird, wie er am Massachusetts Institute of Technology (MIT), Harvard University und ähnlichen Einrichtungen in den USA erreicht wird. Dieses Niveau wird für 2020 angestrebt. Damit will Frankreich nach mehreren Jahren schlechter Bewertungen in den Universitäts-Rankings auf die führenden Nationen aufschließen. UPS soll nach aktuellen Schätzungen bis zu 15 % des verfügbaren französischen Forschungsbudgets auf sich vereinen.
Die Pläne für die Transformation des Industrie- und Forschungszentrums auf einem Plateau ca. 30 km südwestlich von Paris wurden während der Regierungszeit von Nicolas Sarkozy entwickelt. Baubeginn der ersten Gebäude war 2008. 2013 intensivierte sich die Bautätigkeit, um einen Start im Jahr 2015 zu ermöglichen. Nach einem holprigen Start im Jahr 2015 kritisierte schon 2017 die französische Rechnungsaufsichtsbehörde den mangelhaften Organisationsstandard für die geplanten Investitionen von 5,3 Mrd. Euro. Aufgrund des Mangels an strategischer Koordination und effizienter Verwaltung droht nach Angaben des Audits, dass das Ziel verfehlt wird. Schon 2016 waren Berichte bekannt geworden, nach denen das Beharren der zusammengelegten Institutionen auf ihrer eigenen Identität das Entstehen der Super-Universität torpediere.
2020 ging die Universität Paris-Süd in der Universität Paris-Saclay auf. 2025 sollen auch die assoziierten Universitäten Évry (UEVE) und die Versailles (UVSQ) vollständig integriert werden. Mit der im Bau befindlichen Linie 18 der Pariser Métro (Grand Paris Express) werden die verschiedenen Standorte der Universität in das öffentliche Nahverkehrsnetz von Paris integriert.
Seit Oktober 2023 ist die Universität Partner der IPSA für Doppelabschlüsse in der Luft- und Raumfahrt.

## Institute
- École normale supérieure de Cachan
- ENSTA ParisTech
- Institut des sciences et industries du vivant et de l’environnement
- École Centrale Paris
- ENSAE ParisTech
- Télécom ParisTech
- École polytechnique
- SupOptique
- École des hautes études commerciales de Paris

## Assoziierte Universitäten
- Universität Évry (UEVE)
- Universität Versailles (UVSQ)

## Persönlichkeiten
- Alain Aspect (* 1947), Nobelpreis für Physik 2022[15]